# بيرت فريد
بيرت فريد (بالإنجليزية: Bert Freed)‏ مواليد 03 نوفمبر 1919 في ذا برونكس، الولايات المتحدة - الوفاة 02 أغسطس 1994 في سيتشيلت، كندا، هو ممثل أمريكي بدأ مسيرته الفنية سنة 1947. امتدت مسيرته الفنية لأكثر من 39 عاما.

## الأعمال
- المدينة الذرية
- ثلوج كليمنجارو
- دروب المجد
- اشنقهم عاليا
- نورما راي
- بيلي جاك

## روابط خارجية
- بيرت فريد على موقع IMDb (الإنجليزية)
- بيرت فريد على موقع ألو سيني (الفرنسية)
- بيرت فريد على موقع أول موفي (الإنجليزية)
- بيرت فريد على موقع قاعدة بيانات برودواي على الإنترنت (الإنجليزية)
- بيرت فريد على موقع قاعدة بيانات الأفلام السويدية (السويدية)
- بيرت فريد على موقع إن إن دي بي (الإنجليزية)
- بيرت فريد على موقع قاعدة بيانات الفيلم (الإنجليزية)
- بيرت فريد على موقع كينوبويسك (الروسية)